# 瓦爾卡區
瓦爾卡區是拉脫維亞東北部的一個已废置的區份。面積2,440平方公里，2008年人口31,314人。区府瓦爾卡。下分4市17村。
拉脫維亞於2009年撤销了所有的区份，并改制为市镇。